# دوینا ملینته
دوینا ملینته (رومانیایی: Doina Melinte؛ زادهٔ ۲۷ دسامبر ۱۹۵۶) دونده اهل رومانی است.
وی در مسابقات کشوری و بین‌المللی در مجموع برندهٔ ۷ مدال طلا، ۲ مدال نقره، ۳ مدال برنز شده‌است.